# Ланди, Стефано
Стефано Ланди (итал. Stefano Landi; 26 февраля 1587 года, Рим — 28 октября 1639 года, там же) — итальянский композитор и педагог римской школы эпохи раннего барокко. Внёс значительный вклад в развитие ранней оперы и написал первую оперу на историческую тему «Святой Алексий» (1632 год).

## Биография
Стефано Ланди родился в Риме в 1587 году.
В 1595 году он поступил в Римский колледж (Collegio Germanico) и начал петь в церковном хоре колледжа, где его учителем был Асприло Пачелли.
В 1599 году Ланди принял один из младших духовных санов, а с 1602 года он начал учиться в Римской семинарии. В тот период капельмейстером семинарии был Агостино Агаццари и, скорее всего, он был одним из учителей Ланди. В 1607 году Ланди упоминается как композитор и режиссёр одного из карнавалов, а в 1611 году — как органист и певец.
В 1614 году он стал капельмейстером церкви Санта-Мария-делла-Консолацьоне.
В 1618 году Ланди переехал на север Италии и в Венеции опубликовал книгу 5-голосых мадригалов, в этом же году он получил должность хормейстера в Падуе. В Падуе он написал свою первую оперу «Гибель Орфея» (La morte d’Orfeo), которая использовалась как часть торжеств к свадьбе. Его пребывание на севере Италии имело важное значение для развития его стиля, здесь он познакомился с прогрессивными работами венецианской школы, которые, как правило, избегались консервативным Римом.
В 1620 году Ланди вернулся в Рим, где провёл остаток жизни, служа разным семействам и покровителям, среди которых кардинал Маурицио Савойский, семьи Боргезе и Барберини, которые стали его основными работодателями в конце 1620-х — 1630-х годах. В 1629 году он также стал певцом папского хора. Именно для семьи Барберини, для открытия их театра «Четырёх фонтанов», в 1632 году Ланди написал свою самую известную работу — оперу «Святой Алексий».
В этот период творчество Ланди было достаточно продуктивным: он сочинил много месс, арий, респонсориев, преимущественно в стиле «второй практики», довольно смелое решение, так как в консервативном Риме считалось, что духовная музыка должна сочиняться в соответствии с рекомендациями Тридентского собора — в стиле «первой практики» Джованни Пьерлуиджи Палестрины.
Примерно с 1636 года здоровье Ланди сильно ослабло, и в 1639 году он умер в Риме. Похоронен в церкви Санта-Мария-ин-Валичелла.

## Творчество
Одной из особенностей музыки Ланди является тот факт, что его светская музыка более консервативна, чем большинство духовной. Мадригалы, арии и другие песни для голоса почти ничем не отличаются от стиля многих композиторов конца XVI века, за исключением баса континуо. Из церковной музыки только две мессы написаны в устаревшем стиле «первой практики», в остальных мотетах, псалмах и других песнопениях он использует венецианский стиль кончертато, с которым познакомился во время пребывания на севере Италии.
Самой известной его работой, а также одной из самых значительных опер раннего барокко является опера «Святой Алексий», основанная на жизни и деяниях преподобного Алексия, жившего в V веке. «Святой Алексий» был одним из первых музыкально-драматических произведений, в котором успешно объединился монодийный стиль и полифония. Это не только первая опера, написанная на историческую тему, но также новый тип оперы, в которой композитор даёт психологическую характеристику героя и тщательно описывает внутреннюю жизнь святого. В ней много комических сцен, высмеивающих жизнь Рима XVII века.
В основном опера исполнялась певцами из папского хора, некоторые части «Святого Алексия» очень высоки и должны были исполняться певцами-кастратами. Сопровождающий оркестр отвечал последним нововведениям, Ланди отказался от устаревших виол и использовал скрипки, виолончели, арфы, лютни, теорбы и клавесин. В начале оперы он включил несколько вводных канцон, это была первая увертюра в истории оперы. Сочетание танцев и комических частей с серьёзными ариями, речитативами и даже мадригальными плачами было крайне эффективным средством повысить драматизм произведения, опера была очень популярна и ставилась много раз.
Композитору без особых оснований атрибутируется знаменитая «Пассакалья о жизни» («Homo fugit velut umbra»), вероятно, сочинённая неизвестным композитором его времени.